# 建部氏
建部氏（たけべうじ）は、「建部」を氏の名とする氏族。

## 概要
著名な建部氏としては、日本の古代氏族の一つである建部氏がある。日本武尊の名代部（ヤマトタケルノミコトを奉斎する軍事的部民）で、倭建尊から建部を正字とする。『日本書紀』の景行天皇40年是歳条 や『出雲国風土記』出雲郷条 に天皇の勅によって定められた旨の記述がある。古代大和朝廷から各地に配置された屯田兵のような軍事集団であったとされる。壬申の乱（672年）では反乱者であった大海人皇子に敗れることとなったが、当初は正規軍であったはずの大友皇子の側で戦闘に加わったと伝えられている。違う作りの武部氏や竹部氏、字の通う武氏、武内氏なども同じ流れをくむらしいが、もっと明瞭な名高い一族は建部姓で名字が禰寝氏を名乗る一族であろう。ちなみにこの禰寝氏（根占氏）庶流の一つに武氏がある。武家（家族）参照。
他に著名な建部氏としては近世大名家、華族の子爵家を出した建部氏がある（#林田藩主→華族子爵家の建部家）。

## 古代氏族建部氏

### 建部大垣
『続日本紀』の神護景雲2年（768年：鑑真入滅から5年目、東大寺大仏殿竣工から10年目、大仏造立からは23年目に当たる年）に全国から9人、その内信濃国からは水内郡の刑部千麻呂（友情）と倉橋部広人（税の肩代わり）、伊那郡の他田舎人千世売（節婦）、更級郡の「建部大垣」の4人が朝廷から褒美を受けた記述がある。この内の建部大垣は、褒賞の理由について「人となり恭順、親に孝あり」とある。
この180年後の『大和物語』（950年)に信濃国更級郡にある姨捨山の棄老伝説が紹介されることとなった。柳田國男の説を借りれば、この建部大垣褒賞の噂話に、物知り（あるいは僧か）が古代インドの仏典「雑宝蔵経」の棄老を戒める説話を付け加えて伝承が各所に広まり、定着して行ったものと考えられる。
これ以降、姨捨伝説は『更級日記』（1059年）や『今昔物語集』（1150年）、謡曲「姨捨」1368年）、『更級紀行』（1688年）、『楢山節考』（1956年）など文学の世界にたびたび取り上げられてきた。だが、そこにおいては親孝行による受賞の事実よりも、話の尾ひれであったはずの棄老についてのイメージの方が強調されてしまったようである。
大垣は信濃国更級郡の人とまでは記述にあるが、その住地については千曲市八幡（旧・更級郡八幡村武水別神社周辺）と長野市信州新町竹房（旧・更級郡竹房村武富佐神社周辺）であるとする二説があって詳らかではない。しかし後者が一応の定説となっている。そして武冨佐神社は建部大垣の古墳の上に建てられているのだとも伝えられていた。近年の発掘調査では現在は社殿の北側に位置している古墳の築造時期は大垣の時代よりおよそ150年ほど遡るとされて伝説は否定された格好である。この他にも千曲市上山田（旧・更級郡上山田町）波閇科神社周辺を候補地に挙げる説もある。ここも日本武尊に関連する神社とされる。9人の受賞者には大垣の他にも孝養を理由とする者はいて武蔵国入間郡の人で矢田部黒麻呂（この人は宝亀3年の受賞で戸の揺を免ず）、対馬嶋上県郡の人で高橋連波自采女（貞婦・孝養）、備後国葦田郡の人で網引公金村、甲斐国八代郡の人で小谷直五百依の名が見られる。残る1人は石見国美濃郡の人で額田部蘇提売で貞婦・社会貢献などが受賞理由となっており彼女は、その屋敷跡というのが伝えられ高橋連波自采女も墓と言われる所在が知られている。また網引は地名が示されているが他は推定の域を出ない。

## 近江建部氏

### 林田藩主→華族子爵家の建部家
戦国時代後期の建部寿徳（高光、1536年 - 1607年）は、近江六角氏（佐々木嫡流）に仕えていたが、六角氏が没落した後は織田信長に仕え、中川重政や丹羽長秀の下で吏僚として領内統治に敏腕を振るった。本能寺の変で信長が死去し、長秀もその3年後に没すると羽柴秀吉に仕え、若狭国小浜、ついで摂津国尼崎の郡代として統治を任されるなど重用された。いわゆる豊臣恩顧の一族で、寿徳の子の建部光重は関ヶ原の戦いの際には西軍に属し、一時所領を没収されたが、縁戚の池田輝政の執り成しによって許され改易を免れた。
慶長15年（1610年）に光重が没し、嗣子の建部政長が8歳で家督と尼崎郡代の職を継ぐ。『寛政重修諸家譜』（以後『寛政譜』）によれば、政長が幼少であったために豊臣家に所領を没収されそうになり、外祖父である池田輝政が徳川家康に言上したことで跡職の相続が認められたという。大坂の陣では徳川氏に味方し、尼崎の代官領から大坂城への兵糧搬入を阻止し、尼崎城を固守して大坂方からの攻撃を断念させるなど功績を挙げ、戦後に1万石の大名として復帰を果たした（尼崎藩）。元和3年（1617年）に政長は播磨林田藩に移され、以後廃藩置県まで林田藩主家として続いた。
最後の林田藩主政世は、明治2年（1869年）6月の版籍奉還で林田藩知事に任じられ、明治4年（1871年）7月の廃藩置県まで務めた。
明治2年（1869年）6月17日の行政官達で公家と大名家が統合されて華族制度が誕生すると建部家も大名家として華族に列した。明治17年（1884年）7月7日の華族令の施行で華族が五爵制になると、同月8日に当時の当主秀隆が旧小藩知事として子爵に列せられた。
昭和前期に建部子爵家の住居は東京市品川区大井鎧町にあった。

#### 家紋
藩の成立に当たって池田家の存在は大きく、『寛政譜』によれば政長が外祖父の輝政から家紋を譲り受けたことから、代々「蝶菱」を用いるという（もともとは「丸に𥻘（すはま）」を用いていたという。ほかに「笠」「三蝶」を用いる）。

#### 林田藩主家→華族子爵家の建部家系図
```
寿徳
（高光）
 ┃

光重

 ┃

政長

 ┣━━━┓

政明
　　
政宇

　　　　 ┣━━━┓
　　　　
政辰
　　
政周

　　　　　　　　 ┣━━━━━━━━━━━━━━━━━━━━━━━┳━━━━┓
　　　　　　　　
政民
　　　　　　　　　　　　　　　　　　　　　
九鬼隆寛
　
有馬光隆

　　　　　　　　 ┣━━━┓　　　　　　　　　　　　　　　　　　　┃
　　　　　　　　
長教
　　
政賢
　　　　　　　　　　　　　　　　　
九鬼隆貞

　　　　　　　　　　　　 ┣━━━┓　　　　　　　　　　　　　　　┃
　　　　　　　　　　　　
光平
　　
政醇
　　　　　　　　　　　　　
九鬼隆郷

　　　　　　　　　　　　　　　 　┣━━━┳━━━┳━━┓　　　　┃
　　　　　　　　　　　　　　　　
政和
　
土井利教
 　
揆
　　┃　 　
九鬼隆都

 　　　　　　　　　　　　　　　　┃　　　　　　　　　　┃　　　　┃
　　　　　　　　　　　　　　　　
政世
　　　　　　 　　 
釥子
―┰―
秀隆
(子爵)
　　　　　　　　　　　　　　　　　　　　　　　　　　　　　　┃
　　　　　　　　　　　　　　　　　　　　　　　　　 　　　　
光麿
(子爵)
```

```
　　　　　　　　　　　　　　　　　　　　　　　　
```

### その他の一族
建部賢文（建部伝内、1522年 - 1590年）は、戦国時代から安土桃山時代にかけて、青蓮院流（御家流）の能書家として高名であった人物である。賢文の子孫は江戸幕府に仕え、旗本として数家を立てている（『寛政重修諸家譜』編纂時点で9家が存続）。
『寛永系図』では、この建部家は佐々木氏（近江源氏）の流れを汲み、もとは伊庭氏を称していたが、近江国神崎郡建部郷に住したために建部氏を称したとされている。ただし、佐々木氏との具体的な接続は記されていない。末裔の建部賢明が正徳5年（1715年）に編纂した『六角佐々木山内流建部氏伝記』（以下『建部氏伝記』）によれば、佐々木時信（六角時信）の三男・山内信詮が始祖で、信詮の孫で義重の子の詮秀が建部氏に改めたという。『寛政重修諸家譜』は建部家から提出された『建部氏伝記』に依拠しているが、建部氏の嫡流である源八郎秀明は六角家滅亡後織田信長に仕え、天正4年（1576年）に石山合戦で戦死したために絶えたという。
建部賢文は秀明の叔父といい、もともと近江の六角義賢に仕えていたが、のちに豊臣秀吉に仕えた。賢文の三男・建部昌興も能書家で伝内の名を継ぎ、徳川家康・徳川秀忠に右筆として仕えた。「建部伝内」の書法は「伝内流」と称されて一流派をなした。
昌興の子・直昌も「伝内」を称して右筆を務めたが、直昌の嫡子・昌孝は大番に転じ、1000石の旗本となっている。建部氏一族からは賢豊（直昌の弟）・直恒（直昌の弟）・昌英（直昌の弟）・昌勝（昌孝の弟）らが右筆として幕府に仕えてそれぞれ家を立てた。
建部一族からは、数学者の建部賢明（1661年 - 1716年）・建部賢弘（1664年 - 1739年）の兄弟（建部直恒の二男・三男）が出ている。兄弟は関孝和について数学を学び、孝和とともに『大成算経』を編纂した。賢弘は将軍吉宗に仕えて信任厚く暦術の顧問とされ、また「享保日本総図」の作成を主催した。その著「綴術算経」は和算の方法論を述べた唯一の書物として知られる。賢明は当時混乱が生じていた佐々木一族の系図（『江源武鑑』を沢田源内による偽書として激しく批判している）を明らかにするべく『建部氏伝記』を編纂したことで系図学の上でも知られる。『建部氏伝記』は賢明・賢弘らの数学研究の営為を知る史料でもある。
政長の異母兄の有馬吉政は母方の実家である摂津有馬氏の養子に迎えられて後に紀州藩に仕官、その子孫で林田藩主建部政宇（政長の子）の娘婿でもある有馬氏倫は徳川吉宗の側近としての功によって伊勢西条藩に取り立てられている。

## 建部綾足
江戸時代の小説家・俳人・歌人・国学者・画家。1719年 - 1774年の人で本姓を喜多村と言い後に建部と改めた。名は久域のちに綾足、号を涼袋・寒葉斎・吸露庵･浅草庵。弘前藩の家老の次男に生まれたが20歳の頃に兄嫁と通じて出奔。上方で俳諧師となり江戸に出て和歌の片歌を主張し賀茂真淵門に入って国学を学んだ。のちに絵に才能を示し小説では「西山物語」「由良物語」「本朝水滸伝」を著した。雅文体を示すと共に江戸読本の基礎をつくった。

## 井伊谷藩近藤氏との関係
戦国時代に今川氏傘下の井伊谷三人衆から徳川家康の配下に転じ、一時期井伊谷藩主となった後、旗本となった近藤氏について、通説では藤原秀郷もしくは藤原利仁の流れとされてきたが、高野山平等院所蔵の『三州過現名帳』の記述により、戦国期まで本姓を建部氏と称していたことが判明し、藤原氏は仮冒であったと考えられている。